# 金斑南鰍
金斑南鰍（學名：[Schistura aurantiaca] 错误：{{Lang}}：文本有斜体标记（帮助））為輻鰭魚綱鯉形目條鰍科南鰍屬的其中一種。分布於亞洲泰國北碧府Thong Pha Phum區的 Mae Khlong盆地淡水流域，體長可達4.1公分，棲息在河川底層水域，生活習性不明。

## 扩展阅读
維基物種上的相關：金斑南鰍